# Głogowiec (powiat przeworski)

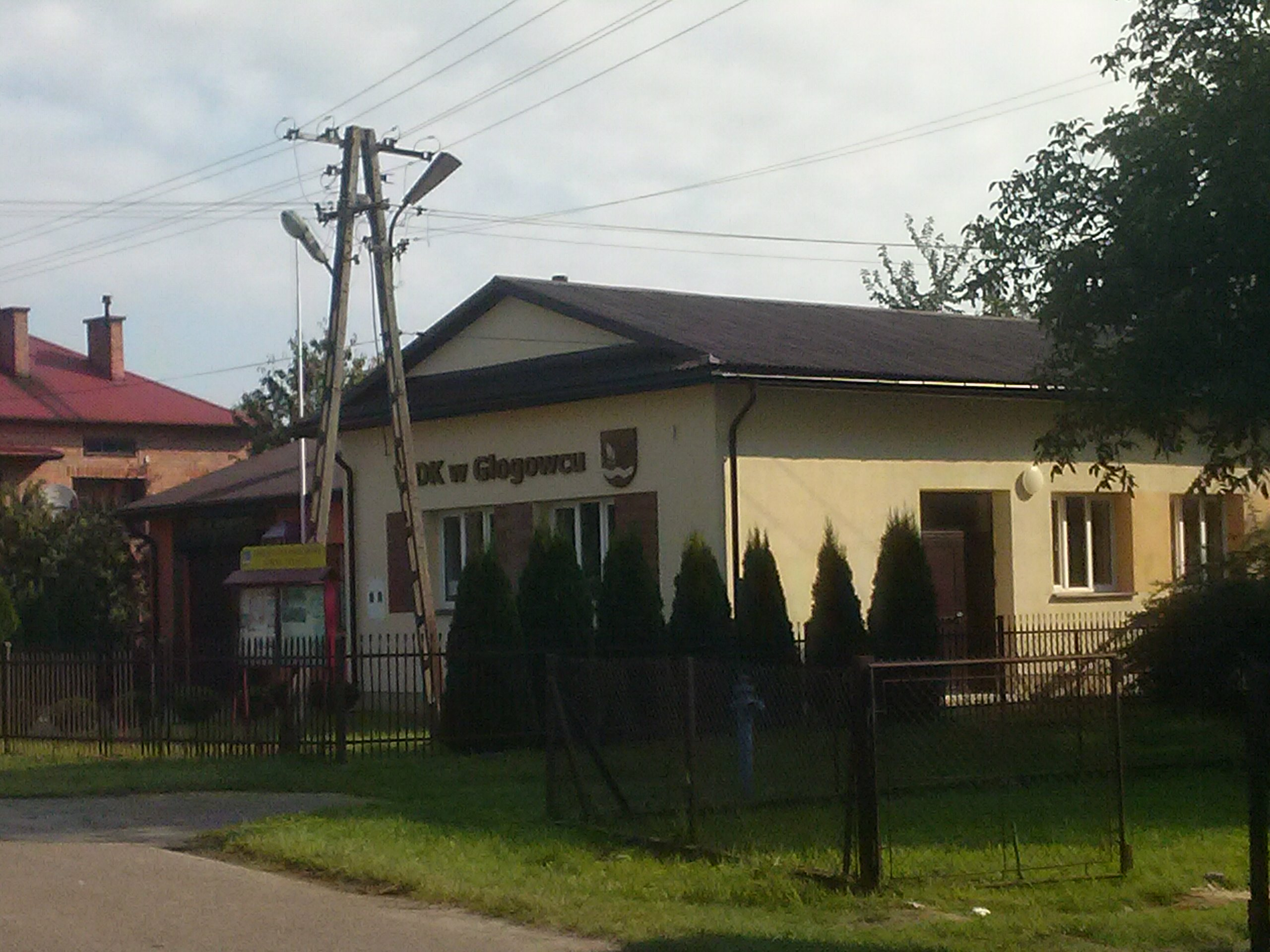
Wiejski Dom Kultury

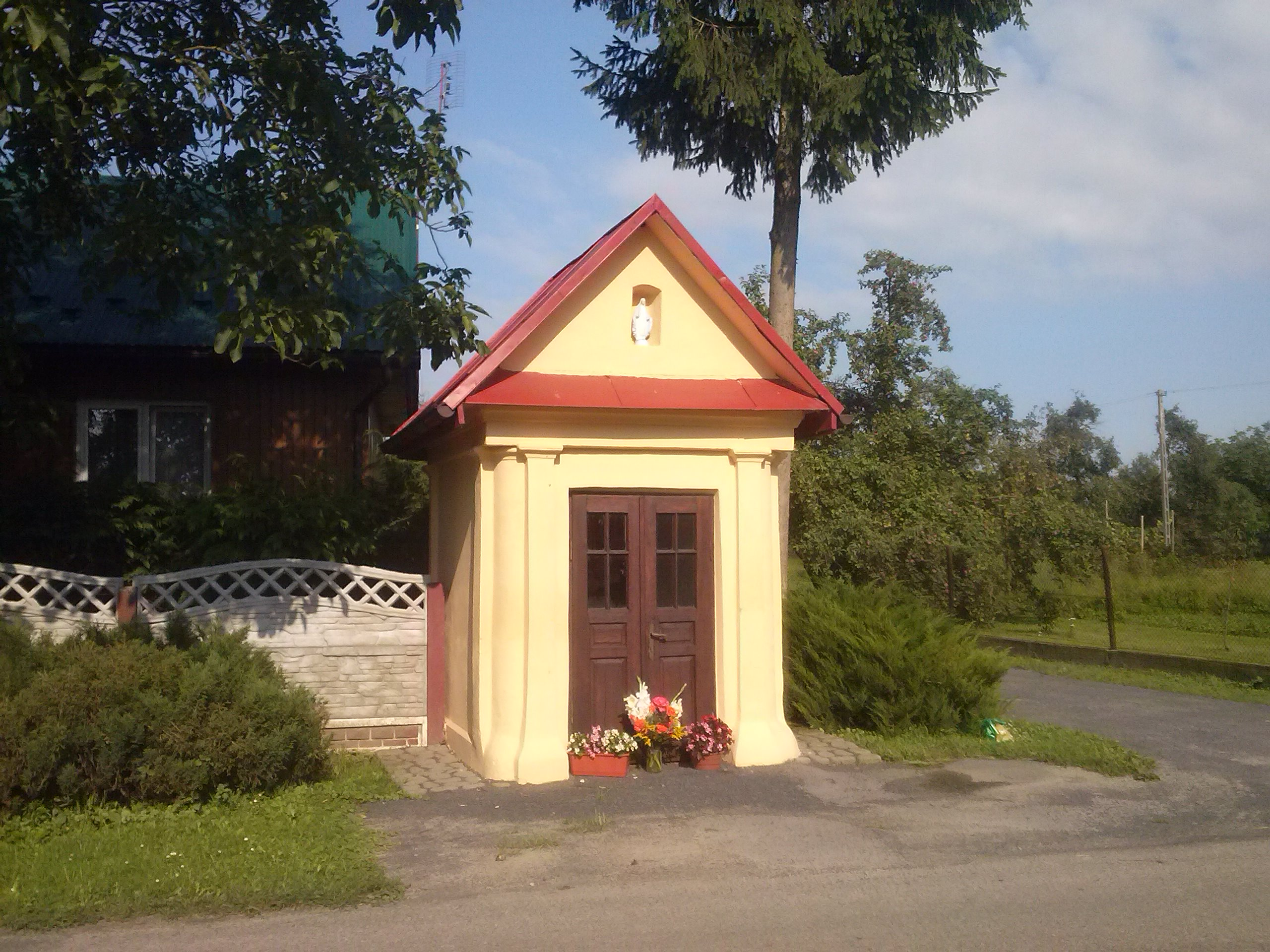
Kapliczka Matki Bożej

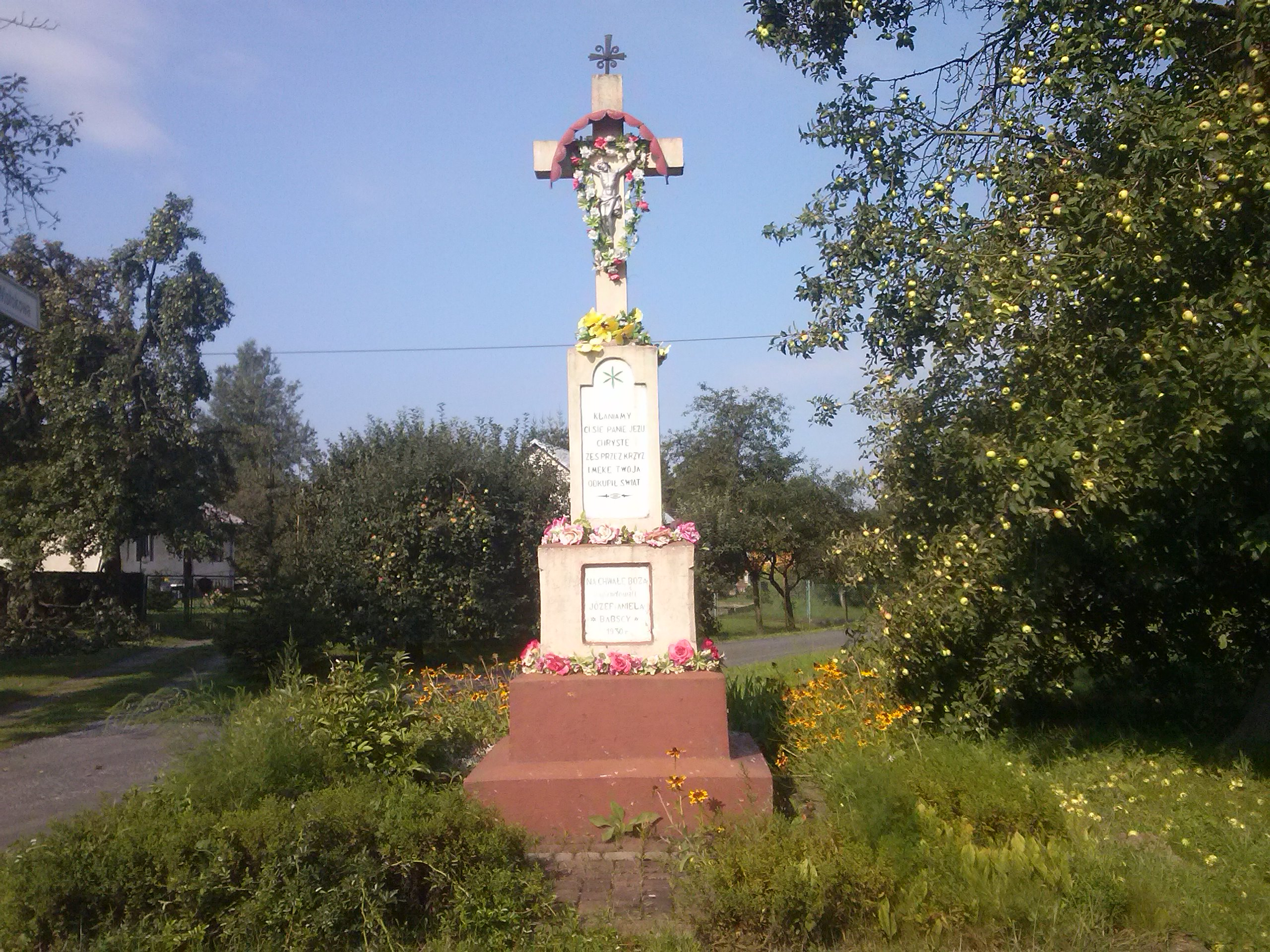
Figura Krzyża Świętego z 1930 roku

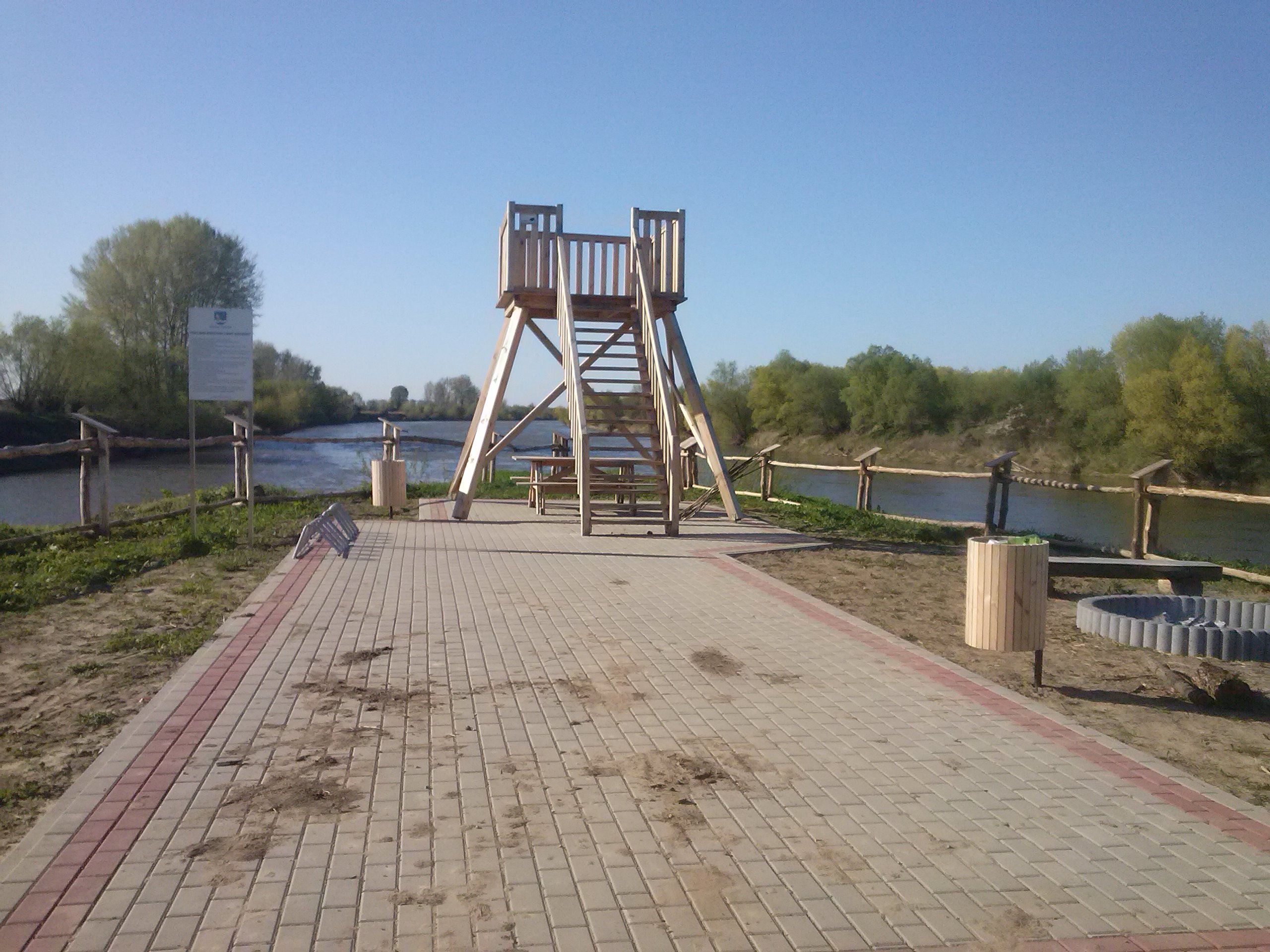
Wiata widokowa przy ujściu Wisłoka do Sanu

Głogowiec – wieś w Polsce, położona w województwie podkarpackim, w powiecie przeworskim, w gminie Tryńcza. Leży między Sanem, a Wisłokiem w pobliżu ujścia Wisłoka do Sanu.
W latach 1975–1998 miejscowość położona była w województwie przemyskim.

## Części wsi
| SIMC    | Nazwa    | Rodzaj    |
| ------- | -------- | --------- |
| 0611809 | Dudki    | część wsi |
| 0611815 | Ilki     | część wsi |
| 0611821 | Kraszaki | część wsi |
| 0611838 | Machówka | część wsi |
| 0611844 | Przyrwa  | część wsi |
| 0611850 | Ujście   | część wsi |

## Historia
Nazwa wsi pochodzi jako upamiętnienie od krzewu Głóg, którego większe skupisko było w tym miejscu. Głogowiec początkowo był przysiółkiem Tryńczy.
W 1762 roku według wzmianki w aktach właściciela Klucza Trynieckiego Pawła Benoe mieszkańcami gromady Głogowiec byli: Jan Bek, Antoni Cierpisz, Józef Cierpisz, Piotr Cierpisz, Wojtek Cierpisz, Bartłomiej Czwakiel, Franek Czyrny, Tomek Czyrny, Marcin Dudek, Szymek Dudek, Wojtek Dudek, Wojtek Gajda, Marek Gwóźdź, Bartek Hak, Kuba Kiepek, Sobek Kiepek, Kazimierz Kornafel, Marek Kornafel, Walek Kornafel, Janek Kudła, Jędrzej Kudła, Walek Mach, Tomek Malicha, Marcin Mazurek, Marcin Młynarski, Walek Młynarski, Kuba Niewidział. Ilko Olech, Piechocina Wdowa, Kuba Prasoł, Luka Siwik, Matusz Słyszka, Michał Szala, Matusz Trąbka, Józef Wlazło, Kuba Wlazło, Sobkowa Wlazłowa, Janek Zamorski.
W 1855 roku jako właściciel Głogowca występują Antoni Kellerman i spadkobiercy hrabiego Miera.
Następnie był podział „dóbr tabularnych” i w 1890 roku występuje, jako właściciel Zygmunt Drohojewski (1 folwark, posiadłość tabularna 404 morgi, w tym 44 morgi lasu). W 1905 roku jako właściciel, występuje Feit Majer i 2 wspólników, a w 1918 roku właścicielem był Jan Jędrzejowicz.
Głogowiec należał do rzymskokatolickiej parafii w Gniewczynie Łańcuckiej, a od 1910 roku należy do parafii w Tryńczy.
W latach 1985–1990 zbudowano murowany kościół filialny pw. NMP Matki Kościoła, który został poświęcony 23 września 1990 przez bpa Edwarda Białogłowskiego.
W latach 1909–2008 we wsi istniała szkoła podstawowa.
W 2017 roku przy ujściu Wisłoka do Sanu, zbudowano wiatę widokową, jako atrakcję turystyczną.

## Osoby związane z miejscowością
- Jan Zamorski – polski nauczyciel, społecznik, polityk Narodowej Demokracji, poseł do Reichsratu Przedlitawii (1907–1918), na Sejm Krajowy Galicji (1913–1914), w II Rzeczypospolitej poseł na Sejm Ustawodawczy i Sejm I kadencji (1919–1927).
- Franciszek Lewcio (1897–1940) – podpułkownik administracji Wojska Polskiego, ofiara zbrodni katyńskiej
- ks. Bronisław Młynarski (1906–1989) – saletyn[13].
- prof. dr hab. Franciszek Młynarski – naukowiec na Politechnice Krakowskiej[14].